# Вахтан (приток Малой Какши)
Вахтан — река в России, протекает в Шахунском районе Нижегородской области. Устье реки находится в 29 км по правому берегу реки Малая Какша. Длина реки составляет 23 км, площадь водосборного бассейна 129 км².
Исток реки в лесном массиве в 17 км к северо-западу от города Шахунья. Течёт на запад по лесному массиву, в верхнем течении на берегу реки деревня Вахтан-Рачки, впадает в Малую Какшу ниже деревни Семёново.

## Данные водного реестра
По данным государственного водного реестра России относится к Верхневолжскому бассейновому округу, водохозяйственный участок реки — Ветлуга от истока до города Ветлуга, речной подбассейн реки — Волга от впадения Оки до Куйбышевского водохранилища (без бассейна Суры). Речной бассейн реки — (Верхняя) Волга до Куйбышевского водохранилища (без бассейна Оки).
Код объекта в государственном водном реестре — 08010400112110000042384.